# Liste der Baudenkmäler in Bubesheim

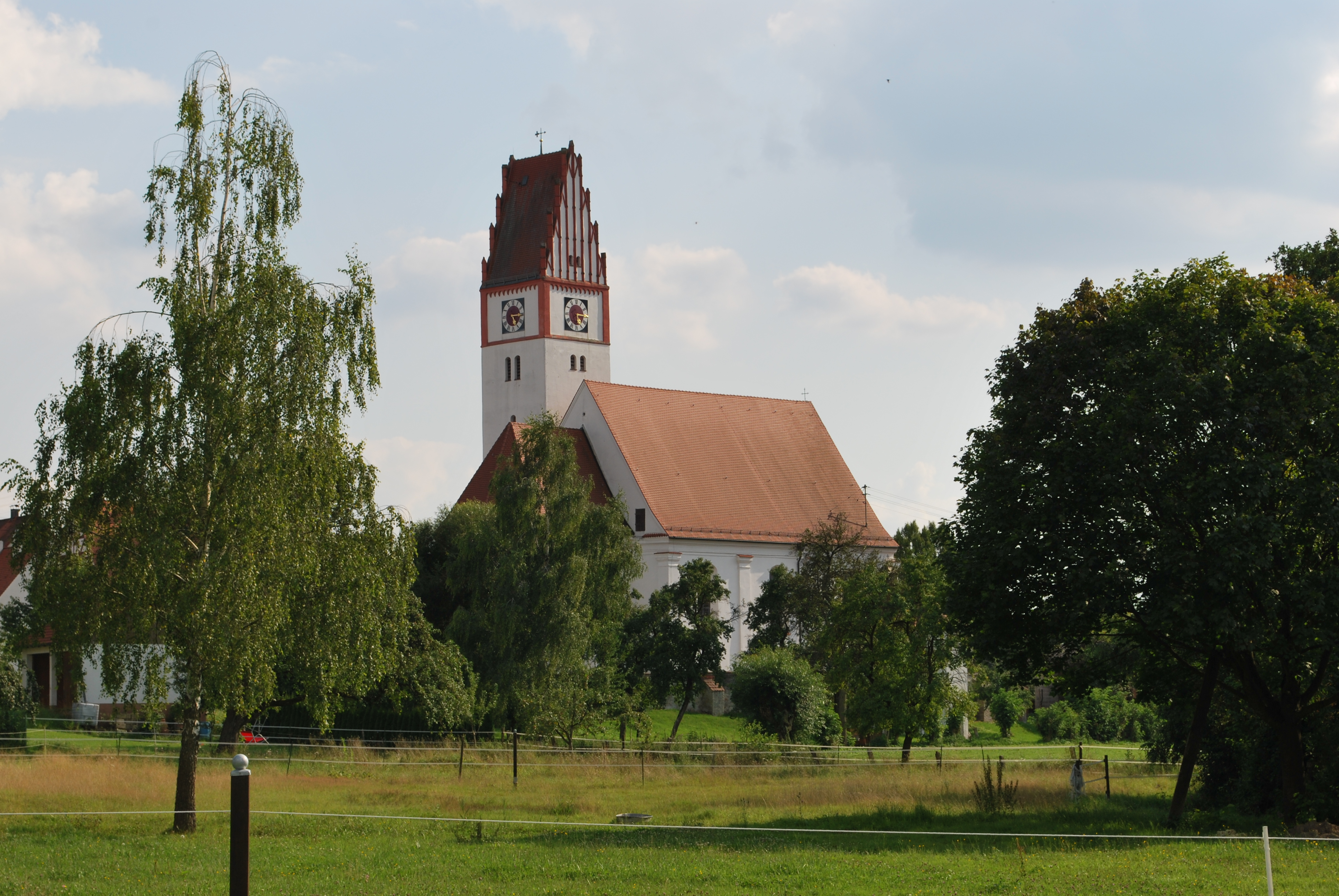
Die Bubesheimer Kirche

Auf dieser Seite sind die Baudenkmäler in der schwäbischen Gemeinde Bubesheim zusammengestellt. Diese Tabelle ist eine Teilliste der Liste der Baudenkmäler in Bayern. Grundlage ist die Bayerische Denkmalliste, die auf Basis des Bayerischen Denkmalschutzgesetzes vom 1. Oktober 1973 erstmals erstellt wurde und seither durch das Bayerische Landesamt für Denkmalpflege geführt wird. Die folgenden Angaben ersetzen nicht die rechtsverbindliche Auskunft der Denkmalschutzbehörde.

## Baudenkmäler
| Lage                            | Objekt                            | Beschreibung | Akten-Nr.             | Bild           |
| ------------------------------- | --------------------------------- | --- | --------------------- | -------------- |
| Günzburger Straße (Standort)    | Kapelle St. Anna Selbdritt        | Kleiner neuromanischer Satteldachbau mit Bogengliederung, 1841. | D-7-74-118-3 Wikidata | weitere Bilder |
| Leipheimer Straße (Standort)    | Katholische Pfarrkirche St. Maria | Gedrungener Saalbau mit Pilastergliederung und Satteldach, eingezogener Chor mit 5/8-Schluss, Chor und Turm mit Gesimsgliederung spätgotisch, Langhaus im 18. Jahrhundert verändert; mit Ausstattung. | D-7-74-118-4 Wikidata | weitere Bilder |
| Leipheimer Straße 6 (Standort)  | Pfarrhof                          | Zweigeschossiger Satteldachbau mit Fachwerkgiebel, wohl zweite Hälfte 17. Jahrhundert, 1812 und 1850/60 überformt.                                                                                    | D-7-74-118-1 Wikidata | weitere Bilder |
| Leipheimer Straße 24 (Standort) | Bauernhaus                        | Erbaut 1841. | D-7-74-118-2 Wikidata | weitere Bilder |